# Conopsis lineata
La culebra terrestre del centro (Conopsis lineata), también conocida como culebra nariz de pala del occidente y culebra terrestre del centro, es una especie de serpiente de la familia Colubridae. Es una culebra pequeña de color café sepia a grisáceo. Se distribuye en el centro de México, de Aguascalientes al sur de Guerrero. Vive en bosques de pino-encino.
Es endémica de México y está considerada como de preocupación menor (LC) por la Lista Roja de la IUCN.